# Шабанов, Александр Александрович
Алекса́ндр Алекса́ндрович Шаба́нов  (5 ноября 1935, Москва, СССР, ныне Россия — 8 января 2023, там же) — российский политик, бывший член КПРФ и депутат Государственной думы РФ. Член Президиума ЦК (ЦИК) КПРФ в 1993—1997 гг. Заместитель Председателя ЦК (ЦИК) КПРФ в 1994—1997 гг. Заместитель Председателя Совета СКП-КПСС в 1998—2004 гг. С 2004 года являлся членом «Всероссийской коммунистической партии будущего», с 2005 — членом партии Коммунисты России. Член Политбюро, первый заместитель Председателя ЦК партии Коммунисты России с 2005 года.
Кандидат химических наук.

## Биография
Сын А. Н. Шабанова; сестра Галина станет художницей.
Окончил химический факультет МГУ. В 1961—1996 годах научный сотрудник, преподаватель, доцент кафедры физической химии альма-матер (лаборатория стабильных изотопов). Специалист в области физической химии: разделение смесей веществ и изотопов. Был заместителем секретаря парткома МГУ в 1969—1973 годах.
В 1995—2003 годах — депутат Государственной Думы РФ второго и третьего созывов от КПРФ. Член Комитета Государственной Думы Федерального Собрания РФ по международным делам с 1996 по 1999 год, председатель подкомитета по проведению консультаций по назначению и отзыву дипломатических представителей РФ. Заместитель председателя Комитета Государственной Думы Федерального Собрания РФ по международным делам в 1999 году.
В декабре 1992 года был одним из тех, кто возобновил деятельность партийной организации МГУ и стал Сопредседателем Координационного совета Объединения левых патриотических сил МГУ. Член Политсовета Фронта Национального спасения с 1992 по 1993 год. В начале 1993 г. был избран в состав руководства городской организации, затем первым секретарем МГК КПРФ. Являлся членом ЦИК КПРФ 1993—1995 годах, а с 1995 года — членом ЦК КПРФ.
С 20 марта 1993 года по 20 апреля 1997 года член Президиума ЦК (ЦИК) КПРФ. С 21 апреля 1994 года по 20 апреля 1997 года заместитель Председателя ЦК (ЦИК) КПРФ. Как второй заместитель председателя ЦК КПРФ, курировал вопросы идеологии и информации.
В октябре 1995 г. А. А. Шабанов был включен в качестве кандидата в общефедеральный список избирательного объединения «Коммунистическая партия Российской Федерации». В своей предвыборной программе заявлял, что приход компартии к власти повлечет за собой смену политического строя в стране. Подчеркивал, что коммунисты «никого не заставят каяться, не допустят политической мести, но ответственные за беспредел лица ответят по закону». Считал необходимым перед выборами в Государственную Думу принять два закона — «О политических партиях» и «Об оппозиции». Полагал, что КПРФ в тактическом союзе с АПР и блоком «Власть — народу!» способна получить более 50 % мест в будущем парламенте. По итогам выборов высказывал мнение, что никакой социал-демократии в России быть не может, поскольку образ жизни россиян не вписывается в монетаризм и либерализм Запада. Заявлял, что КПРФ будет стремиться заключить стратегический союз с крестьянами, но не с АПР, «которая показала свою недееспособность», укреплять связи с ветеранами, «некоторыми непродажными отраслевыми профсоюзами», с Православной Церковью («но не патриархами, а приходами»), мусульманскими и «неангажированными женскими организациями». Считал возможным заключение тактического союза с «попутчиками», теми, кто на данном этапе разделяет лозунги КПРФ, но является её идеологическим противником, — отдельными патриотами и патриотическими организациями даже правого толка.
В январе 1996 года заявил, что «морально-этическая ответственность федеральной власти за события на Северном Кавказе возросла во много раз после того, как эта власть потерпела поражение на парламентских выборах». Полагал, что «выволочками в форме обкомовских разборок в Кремле», а также силовыми методами проблема Чечни не может быть решена. По мнению А. А. Шабанова, её решение «надо искать политическим путем, а для этого надо найти главного регулятора и координатора конфликта в Чечне, который находится в Москве».
Указывал на необходимость расширить социальные инициативы государства. Деньги на эти цели предлагал изыскать за счет корректировки экспортно-импортной, налоговой и таможенной политики государства, введения жесткой государственной монополии на отдельные виды товаров, изменения отношения к тем запасам денег, которые есть за пределами России.
Во время избирательной кампании по выборам Президента РФ в 1996 году был заместителем председателя избирательного штаба Г. А. Зюганова. Затем перешёл на работу в СКП-КПСС. С 31 октября 1998 года по июль 2004 года заместитель Председателя Совета СКП-КПСС.
20 января 2001 года активно поддержал Геннадия Зюганова, вёл заседание Политисполкома и Совета СКП-КПСС, на котором был рассмотрен вопрос «Об укреплении руководства Союза Компартий — КПСС».. На пленуме СКП-КПСС, состоявшемся в этот же день поддержал освобождение в связи с раскольнической деятельностью в коммунистическом движении Олега Семёновича Шенина от обязанностей Председателя Совета СКП-КПСС, а Акифа Багемского, Игоря Лопатина, Константина Николаева — от обязанностей заместителей Председателя Совета СКП-КПСС. По итогам пленума сохранил за собой должность заместителя Председателя-секретаря Совета СКП-КПСС до 2004 года.
В июне 2004 году во время внутрипартийного конфликта и в преддверии десятого съезда КПРФ подписал заявление нескольких членов ЦК КПРФ, где ответственность за низкий результат на думских выборах возлагалась на лидера партии. Заявление также подписали Вячеслав Бойко, Любовь Олейник, Олег Корякин, Георгий Костин и Борис Тюков. Сам Зюганов назвал письмо «хорошо продуманной, спланированной, проплаченной акцией», заявив, что его авторы «добиваются ослабления КПРФ». В свою очередь заместитель председателя думской фракции КПРФ Сергей Решульский заявил, что авторы письма на предстоящем съезде будут исключены из ЦК, член думской фракции КПРФ Тамара Плетнёва заявила, что «авторы письма исполнили желание своих хозяев, а не партийной организации». Депутат Госдумы Александр Кравец также негативно оценил позицию авторов письма.
В 2004—2005 годах в составе «Всероссийской коммунистической партии будущего». После роспуска ВКПБу перешёл в партию Коммунисты России. Являлся членом Политбюро, первым заместителем Председателя ЦК партии Коммунисты России.
В октябре 2020 года вышел из состава партии Коммунисты России из-за несогласия с коммерциализацией партии, развертывания внутрипартийных репрессий.
Одновременно вошёл в состав Оргкомитета Общероссийской общественной организации «Российский Коммунистический Союз» («Роскомсоюз»).
Скончался 8 января 2023 года.